# Plappeville
Plappeville település Franciaországban, Moselle megyében. Lakosainak száma 2025 fő (2022. január 1.). Plappeville Lorry-lès-Metz, Scy-Chazelles, Le Ban-Saint-Martin, Lessy és Metz községekkel határos.

## Népesség
A település népességének változása:
| Lakosok száma | 1615 | 1776 | 2130 | 2271 | 2066 | 2029 | 1998 | 2021 | 2032 | 2025 |
|               | 1968 | 1982 | 1990 | 2006 | 2013 | 2015 | 2017 | 2019 | 2020 | 2022 |